# 凹甲陸龜屬
凹甲陸龜屬（Manouria）是陸龜科下的一個屬。
該屬下有3個種：
- 凹甲陆龟（Manouria impressa）
- 靴腳陸龜（Manouria emys）
- Manouria sondaari